# La despedida (novela)
La despedida es una novela checa escrita por Milan Kundera y publicada en 1972, siendo publicada en francés en 1976.
La novela toma varios temas en donde destaca el amor, el odio y una serie de circunstancias que rodean y envuelven a 8 personajes que se encuentran reunidos en un pequeño pueblo checoslovaco a principios de la década de 1970. Como la mayoría de las obras de Kundera, el libro tiene múltiples interpretaciones y subtemas. Teniendo un tono burlesco de comedia, también narra los oscuros sentimientos y doble intenciones de cada uno de sus protagonistas.

## Personajes
- Ruzena
- Klima
- Kamila
- Frantisek
- Jakub
- Olga
- Bertlef
- Skreta

- Datos: Q520057